# Eurycotis
Eurycotis es un género de cucarachas de la familia Blattidae.

## Especies
- Eurycotis abdominalis Hebard, 1916
- Eurycotis adamesi Gutiérrez, 2014
- Eurycotis alfaroi Gutiérrez, 1999
- Eurycotis australis (Burmeister, 1838)
- Eurycotis bahamensis Rehn, 1906
- Eurycotis balteata Cabrera, 1922
- Eurycotis bananae Bey-Bienko, 1947
- Eurycotis barahonensis Gutiérrez, 2014
- Eurycotis biolleyi Rehn, 1918
- Eurycotis blattoides Hebard, 1926
- Eurycotis brevipes (Philippi, 1863)
- Eurycotis caraibea (Bolívar, 1888)
- Eurycotis caudellana Gurney, 1942
- Eurycotis cribrosa Rehn & Hebard, 1927
- Eurycotis decipiens (Kirby, 1903)
- Eurycotis dimidiata (Bolívar, 1888)
- Eurycotis famelica Gurney, 1942
- Eurycotis ferrumequinum Rehn & Hebard, 1927
- Eurycotis flavipennis Saussure & Zehntner, 1893
- Eurycotis floridana (Walker, 1868)
- Eurycotis fugacis Gurney, 1942
- Eurycotis galeoides Rehn & Hebard, 1927
- Eurycotis gurneyi Gutiérrez, 1999
- Eurycotis guttata (Thunberg, 1810)
- Eurycotis hebardi Gutiérrez, 2014
- Eurycotis hierroi Gutiérrez, 2014
- Eurycotis histrio Rehn, 1937
- Eurycotis improcera Rehn, 1930
- Eurycotis isabeltorres Gutiérrez, 2014
- Eurycotis jaragua Gutiérrez, 2014
- Eurycotis kevani Princis, 1955
- Eurycotis lacernata Cabrera, 1922
- Eurycotis lixa Rehn, 1930
- Eurycotis manni Rehn, 1916
- Eurycotis mercedes Gutiérrez, 2014
- Eurycotis mexicana (Saussure, 1862)
- Eurycotis milerai Gutiérrez, 2001
- Eurycotis mysteca (Saussure, 1862)
- Eurycotis neiba Gutiérrez, 2014
- Eurycotis nigra Princis, 1952
- Eurycotis occidentalis (Burmeister, 1838)
- Eurycotis opaca (Brunner von Wattenwyl, 1865)
- Eurycotis perezassoi Gutiérrez, 1996
- Eurycotis pluto Hebard, 1920
- Eurycotis quadrisquamata Saussure & Zehntner, 1893
- Eurycotis quitaespuela Gutiérrez, 2014
- Eurycotis rehni Gutiérrez, 2014
- Eurycotis rhodae Gurney, 1942
- Eurycotis riveti Shelford, 1913
- Eurycotis rothi Gutiérrez, 2014
- Eurycotis ruthae Gutiérrez, 2014
- Eurycotis samana Gutiérrez, 2014
- Eurycotis scalaris Rehn & Hebard, 1927
- Eurycotis similis Caudell, 1922
- Eurycotis taurus Rehn & Hebard, 1927
- Eurycotis tibialis Hebard, 1916
- Eurycotis torquinensis Rehn & Hebard, 1927
- Eurycotis victori Gutiérrez, 2004
- Eurycotis vittifrons Saussure & Zehntner, 1893